# Kia kaha
Kia kaha è una frase in lingua māori di uso comune sia dai maori che dai pākehā in Nuova Zelanda, con significato "sii forte!" o "forza!". Resa famosa grazie all'uso da parte del 28º battaglione Māori durante la seconda guerra mondiale, oggi è riscontrabile anche in altre forme di comunicazione, come libri e canzoni, nonché come motto.
Da un punto di vista linguistico, kia kaha è composto dalla particella kia, usata come "un incoraggiamento per il raggiungimento dello stato indicato [a seguito della particella]", indicato dalla parola kaha, cioè "forza". Kaha deriva dal Proto-Polinesiaco kafa, che significa "forte" o "grande"; kafa è anche il termine utilizzato in Proto-Polinesiaco per indicare una corda sennit, un tipo di corda particolarmente robusto formato da fibre di noci di cocco ed utilizzato per canoe, armi e costruzioni edili.

## Uso
La frase può essere utilizzata in diversi contesti: ad esempio, come parola di conforto (equivalente a sii forte - ti sono vicino), oppure, anche se meno frequentemente, può avere una funzione simile a kia ora, frase che indica approvazione durante un discorso. A volte è anche usata come saluto finale in un messaggio scritto.

## Kia kaha nella cultura di massa

### Nei media
La frase Kia kaha è usata prevalentemente nel più famoso canto militare neozelandese, la Marcia del 28º battaglione Māori. Inoltre, è stata utilizzata come titolo di una canzone degli Split Enz e di un libro: Kia Kaha: New Zealand in the Second World War dello storico John Crawford. Un'altra canzone che usa Kia kaha come parte del proprio titolo è "Kia Kaha Nga Iwi" (Siate forti, o tribù), di Ngoi Pewhairangi.

### Nel marketing
Kia kaha è stata utilizzata come nome da vari produttori, il più famoso nel campo dell'abbigliamento; inoltre, è anche il nome ufficiale della campagna contro il bullismo nelle scuole promossa dalla New Zealand Police.

### Come motto
Kia Kaha è stata incorporata nel motto dello Squadrone 75 della RNZAF: Ake ake kia kaha, in cui ake ake significa "sempre sempre" e kia kaha significa "essere forti".
Numerose scuole neozelandesi usano Kia kaha come loro motto (o come parte di esso), ad esempio il Te Aute College, di Hawke's Bay (Whakatangata kia kaha); la Tikipunga High School, di Whangarei (Kia kaha, kia maia, kia manawanui); la Golden Bay High School, di Takaka (Ake ake kia kaha); la Rotorua Intermediate School, di Rotorua (Kia kaha, kia maia); la Rosehill Intermediate School, di Papakura (Whaia kia kaha); il Te Awamutu College, di Te Awamutu ed il Kingwood Park High school (Kia Kaha).
Kia kaha è anche utilizzata nel film Forever Strong, ed il motto della squadra di rugby della Highland High School protagonista del film.

### Terremoto di Christchurch del 2011
Quando il 22 febbraio 2011 un terremoto di intensità 6,3 colpì la città neozelandese di Christchurch, Kia Kaha divenne la frase utilizzata per dar forze alla città ed ai suoi abitanti nel momento del bisogno. Il New Zealand Herald scrisse che l'uso della frase da parte del Principe William durante una celebrazione funebre il 18 marzo 2011 "suscitò applausi e lacrime nelle decine di migliaia di presenti".
Fu anche creato un video dai neozelandesi viventi a New York imperniato sulla frase "Kia Kaha".